# マクシム・ラコフ
マクシム・ラコフ（ラテン語: Maxim Rakov、1986年2月7日 - ）は、カザフスタンの柔道家。カザフスタン・カラガンダ出身。身長181cm。

## 来歴
2009年の世界選手権では地元オランダのヘンク・フロルと対戦して一本勝ちを収めて優勝を果たした。2010年は7位だったが、2011年は2年ぶりに決勝まで進むもののロシアのタギル・カイブラエフに敗れて2位に終わった。2012年1月には地元カザフスタンで開催されたワールドマスターズ決勝でフロルを破って優勝した。世界ランキング1位で迎えた7月のロンドンオリンピックでは初戦で敗れた。2016年のリオデジャネイロオリンピックでは3回戦でチェコのルカシュ・クルパレクと対戦するも指導2で敗れた。

## 主な戦績
- 2002年 - 世界ジュニア 3位（81kg級）

90kg級での戦績
- 2003年 - アジアジュニア 2位
- 2004年 - 世界ジュニア 7位
- 2005年 - 世界選手権 7位
- 2006年 - ドイツ国際 3位
- 2006年 - アジア大会 2位
- 2007年 - アジア選手権 3位
- 2008年 - オーストリア国際 2位

100kg級での戦績
- 2008年 - オランダ国際 優勝
- 2009年 - アジア選手権 優勝
- 2009年 - 世界選手権 優勝
- 2010年 - ワールドマスターズ 3位
- 2010年 - グランドスラム・モスクワ 5位
- 2010年 - 世界選手権 7位
- 2010年 - ワールドカップ・アルマトイ 優勝
- 2010年 - アジア大会 3位
- 2010年 - グランドスラム・東京 3位
- 2011年 - ワールドマスターズ 3位
- 2011年 - グランプリ・デュッセルドルフ 優勝
- 2011年 - アジア選手権 5位
- 2011年 - グランドスラム・モスクワ 3位
- 2011年 - 世界選手権 2位
- 2011年 - グランプリ・アムステルダム 2位
- 2012年 - ワールドマスターズ 優勝
- 2012年 - グランドスラム・東京 3位
- 2013年 - グランドスラム・モスクワ 5位
- 2013年 - グランプリ・アルマトイ 優勝
- 2013年 - グランドスラム・東京 5位
- 2014年 - グランプリ・デュッセルドルフ 2位
- 2014年 - グランドスラム・バクー 優勝
- 2014年 - グランプリ・アルマトイ 優勝
- 2014年 - アジア大会 2位
- 2015年 - アジア選手権 2位
- 2015年 - グランプリ・青島 2位
- 2016年 - アジア選手権 3位
- 2017年 - グランプリ・アンタルヤ 2位
- 2017年 - アジア選手権 優勝

（出典、JudoInside.com）